# Polypterus palmas
Polypterus palmas är en art av familjen fengäddor som med 3 underarter finns i stora delar av västra och södra Afrikas sötvatten.

## Taxonomi
Arten indelas i 3 underarter:
- Polypterus palmas buettikoferi Ayres, 1850
- Polypterus palmas palmas Steindachner, 1891
- Polypterus palmas polli Gosse, 1988

## Utseende
Polypterus palmas är en avlång fisk med en cylindrisk kropp och en fläckig ryggfena som är uppdelad i ett flertal småfenor, 5 till 10 beroende på underart; varje småfena med en egen taggstråle. Arten har en kraftig överkäke med ett visst överbett. Övriga karakteristika skiljer sig åt beroende på underart:
- P. palmas palmas har 7 – 9 småfenor på ryggen, som är grå med mörkgrå till svarta, oregelbundna fläckar i ett tätt nätmönster; bukfenan är ljus. Bröstfenornas inre, bakre del är småprickig; till skillnad från övriga underarter har varken buk- och analfenorna någon teckning. Som mest blir underarten 30 cm lång.[4]
- P. palmas buettikoferis ryggfena har 7 – 10 delfenor. Ryggen är grå med flera små fläckar på sidorna; hos populationen som lever i Guinea och Senegal är dock fläckarna färre och större. Även bröstfenornas inre, bakre del är grå, medan buksidan är ljus. Bröst-, anal- och stjärtfenorna är mörka, medan bukfenorna är klara. Denna underart kan bli drygt 35 cm lång.[5]
- P. palmas polli vars ryggfena endast har 5 – 7 delfenor, har stora, svarta fläckar i ett nätmönster på rygg och sidor, medan buken är ljus. Bröstfenornas inre, köttiga del har en stor, svart fläck. Bröstfenorna kan vara randiga och analfenan svagt färgad hos vissa individer, medan bukfenan är klar. Underarten kan bli 32 cm lång.[6]

## Vanor
Arten förekommer i träsk och floder där den livnär sig på småfisk och ryggradslösa djur som den främst tar nattetid. De vuxna fiskarna andas atmosfäriskt syre  med hjälp av sin simblåsa, som är uppdelad i två lungliknande lober. Ungfiskarna har yttre gälar.

### Fortplantning
I samband med leken uppvaktar hanen honan och formar en skål under hennes kloak med hjälp av sina stjärt- och analfenor, som honan lägger äggen i. Hanen befruktar dem sedan och sprider ut dem i bottenvegetationen, där de kläcks efter 3 till 4 dagar.

## Utbredning
Utbredningsområdet för nominatunderarten (P. palmas palmas) är Cavallyfloden i Elfenbenskusten och floderna i östra Liberia upp till Saint Johnfloden; P. palmas buettikoferi finns från Casamanceflodens övre lopp i Senegal till Saint Paulfloden i västra Liberia, medan P. palmas polli lever i Kongoflodens nedre och centrala lopp.

## Akvariefisk
Arten behöver ett akvarium om i alla fall 200 l, där tonvikten bör läggas på bottenyta snarare än djup. Gömslen i form av klippstycken och bitar av drivved uppskattas; likaså växter, även om de är mindre nödvändiga. Temperaturen bör vara 25 till 28°C och pH 6 till 7. Arten tar inte gärna torrfoder, utan bör utfodras med färsk eller frusen animalisk föda som bitar av musslor, räkor, fisk och daggmaskar. Vid valet av andra fiskar i samma akvarium bör man tänka på att fsken gärna äter upp mindre medinvånare. Den är också en skicklig rymmare, så locket måste vara tätslutande.